# Direito positivo
O conceito de direito positivo, também referido como direito positivado, designa o conjunto de princípios e normas jurídicas aplicáveis a um determinado povo em determinada época. O Direito Positivista se opõe ao Direito Natural, tendo em vista que o direito natural, ou jusnaturalismo, é o direito supostamente inerente a todo ser humano, desde o nascimento. Ele não depende do Estado e de nenhuma lei, sendo de carácter universal, imutável e atemporal. Este direito se baseia nos princípios humanos e na moral.
Já o direito positivo, ou juspositivismo, é um conjunto concreto de normas jurídicas, construído de forma cultural, tem validade por determinado tempo e base territorial. Diretamente ligado ao conceito de vigência, o conceito de direito positivo compreende as leis, regulamentos e demais espécies normativas que no momento presente integram o direito de um território. Por definir-se em função de um lugar e de um tempo, seu conteúdo é variável.  Ele é defendido e aplicado pelo Estado. 
O conceito de direito positivo se inter-relaciona — e, portanto, não se confunde — com o conceito de direito, que designa o fenômeno jurídico em si; e de ordenamento ou sistema jurídico, que expressa a dimensão hierárquica do direito positivo, que se caracteriza por sua unidade, coerência e completude. Determina o direito como um fator, e não somente como um valor. E a infração é considerada crime. 
As duas principais teorias acerca das relações entre o direito e o Estado divergem quanto à natureza do direito positivo. Para a teoria dualística do direito, Estado e direito positivo seriam duas realidades distintas. Já a teoria monística entende que só existe um direito, o positivo, com o qual o Estado se confunde. Esta última corrente, portanto, iguala o direito positivo ao Estado que o produz. Há também uma teoria pluralista, minoritária, que afirma ser o direito positivo apenas uma dentre outras manifestações jurídicas, ao lado do direito canônico e outros.
No Brasil tem como base a Constituição da República Federativa do Brasil de 1988.